# Clubiona bashkirica
Clubiona bashkirica este o specie de păianjeni din genul Clubiona, familia Clubionidae, descrisă de Mikhailov în anul 1992. Conform Catalogue of Life specia Clubiona bashkirica nu are subspecii cunoscute.